# Dale (rivier)
De Dale is een rivier in de regio Wheatbelt in West-Australië.

## Geschiedenis
Ten tijde van de Europese kolonisatie maakte het stroomgebied van de Dale deel uit van het leefgebied van de Balardong Nyungah. De Aborigines noemden de rivier de 'Colguler'.
De Dale werd omstreeks 1835 door James Stirling, de eerste gouverneur van West-Australië, naar Robert Dale vernoemd. Dale was in 1831 de eerste kolonist die de Darling Scarp overtrok en de rivier aanschouwde.

## Geografie
De Dale ontstaat op een hoogte van 374 meter in de Darling Scarp. De rivier stroomt 75 kilometer, eerst in oostelijke en vervolgens in noordelijke richting, waarna ze op een hoogte van 189 meter in de rivier de Avon uitmondt, 12 kilometer ten noordwesten van Beverley.
De Dale wordt gevoed door verscheidene waterlopen:
- Gibb Gully (261m)
- Connelly Gully (251m)
- Sherlock Gully (237m)
- Flint Gully (236m)
- Turner Gully (231m)
- Dale River South (217m)
- Talbot Brook (202m)

De rivier stroomt door een vijfentwintigtal waterpoelen waaronder:
- Wandering Pool
- Boyadine Pool
- Mandiakon Pool
- Reserve Pool
- Deep Pool
- Mile Pool
- Waterhatch Pool

## Klimaat
Het stroomgebied van de rivier kent een mediterraan klimaat met hete droge zomers en vochtige koele winters. De gemiddelde jaarlijkse neerslag bedraagt ongeveer 700 mm in de Darling Scarp, aan de westelijke grens van het stroomgebied, en 400 tot 450 mm naar Beverley toe.

## Ecologie
De Dale is de laatste rivier in de regio Wheatbelt waarin nog relatief zoetwater stroomt. De toestand van de rivier verslechterde echter sinds de jaren 1950. De waterpoelen slibden door sediment dicht en de resterende oevergewassen verkeerden in slechte staat en werden door onkruid overwoekerd. De oevers van de rivier erodeerden hierdoor over haar hele lengte. Er was in het hele stroomgebied van de rivier sprake van verzilting, verhoogd overstromingsgevaar, de aanwezigheid van exotische fauna en flora en natuurbrandgevaar door slecht beheer.
In het begin van de 21e eeuw werd een 'River Recovery Plan' opgesteld. Er wordt gewerkt aan een afsluiting langsheen de rivier en haar bijrivieren om vee de toegang tot de oevers en de rivier te beletten, de waterpoelen worden gebaggerd, inheemse flora wordt aangeplant, natuurbrandbeheersingsprogramma's worden uitgewerkt, exoten worden verwijderd, de plaatselijke bevolking wordt betrokken bij het beheer van de rivier en in samenwerking met de landbouwers zal worden geprobeerd de verzilting in het stroomgebied terug te dringen.

### Friends of the Dale River
In 2011 richtte inwoners van Beverley de vereniging 'Friends of the Dale River' op. De vereniging probeert de 'Reserve Pool' in haar voormalige glorie te herstellen. De waterpoel diende ooit als het zwembad van Beverley. Meer dan 7.000 ton rivierzand werd uit de waterpoel gehaald. De vereniging hing in samenwerking met de plaatselijke Men's Shed en school 60 nestkasten voor inheemse vogels op. Er werden 18.000 inheemse bomen en struiken aangeplant. Een groot deel overleefde echter de daaropvolgende droogte niet maar er werden reeds nieuwe aangeplant.